# کیهان‌زایی
کیهان‌زایی یا کوسموگونی (به انگلیسی: Cosmogony) شاخه‌ای از اخترفیزیک است که به بررسی خاستگاه و ساختار کیهان در مقیاس گسترده می‌پردازد. طرح و توسعه یک مدل نظری کامل، مستلزم بهره‌گیری از دو شاخهٔ فلسفه علم و معرفت‌شناسی است.